# NGC 7001
NGC 7001 är en mellanliggande spiralgalax belägen ca 300 miljoner ljusår från solsystemet i stjärnbilden Vattumannen. Den upptäcktes den 21 juli 1827 av John Herschel och observerades även av den österrikiske astronomen Rudolf Spitaler den 26 september 1891.
NGC 7001 har tätt lindade spiralarmar liknande galaxen NGC 488. Galaxen omfattar också ett supermassivt svart hål med en uppskattad massa på 7 × 107 solmassor.